# Tauragė landskommun
Tauragė är en kommun i Litauen.   Den ligger i länet Tauragė län, i den västra delen av landet, 200 km väster om huvudstaden Vilnius. Antalet invånare är 41 877.